# Oostappen Vakantieparken
Oostappen Groep Vakantieparken is een bedrijf dat verblijfsaccommodaties, kampeermogelijkheden en jachthavenplaatsen verhuurt, voor zowel een korte vakantie als een verblijf voor een heel seizoen. Een aantal vakantieparken is ook toegankelijk voor dagrecreatie. Het bedrijf was eigendom van Peter Gillis.

## Geschiedenis
In 1986 kocht de familie Gillis in Asten het Vakantiepark Strandbad Oostappen; vernoemd naar de nabijgelegen buurtschap Oostappen. Bij de aankoop telde het vakantiepark 300 vaste - en 200 toeristische plaatsen op het 50 hectare grote terrein, waarvan 10 hectare water. Anno 2012 bevonden zich op het 'Vakantiepark Prinsenmeer' op hetzelfde oppervlak 1.700 plaatsen, variërend van vaste en toeristische plaatsen tot verhuurchalets en -caravans.
In 1998 kocht Peter Gillis zijn tweede park (Park Blauwe Meer in Lommel, België), en in 2000 nam hij Vakantiepark Droomgaard (Kaatsheuvel) en Vakantiepark Brugse Heide (Valkenswaard) over. In 2002 volgden Park Hengelhoef (Houthalen België) en Vakantiepark Elfenmeer (Herkenbosch), en in 2004 Vakantiepark De Berckt (Baarlo). In dat jaar kocht hij ook een kantoorpand in Asten, waar het hoofdkantoor werd gehuisvest.
In 2005 volgden Vakantiepark Arnhem (Arnhem) en Park Parelstrand (Lommel). In 2010 werd Vakantiepark Zilverstrand in Mol (België) overgenomen; in 2012 volgde Vakantiepark Riviera Beach (Biddinghuizen) en in 2013 Vakantiepark Marina Beach (Hoek) en werd ook het subtropisch zwemparadijs Aquadome Scheldorado gekocht. Oostappen Groep Vakantieparken groeide uit naar twaalf parken in Nederland en België, met vijftienduizend slaapplaatsen en een totale jaaromzet van ongeveer 45 miljoen euro.
In 2018 werden Riviera Beach en Zilverstrand aan EuroParcs verkocht. Nadat de gemeente Loon op Zand de Oostappen Groep meerdere boetes had opgelegd wegens het illegaal huisvesten van arbeidsmigranten op vakantiepark Droomgaard legde de gemeente in maart 2019 conservatoir beslag. In 2019 werd Droomgaard verkocht aan EuroParcs. Op 5 december 2019 werd voor vakantiepark Marina Beach in Hoek een intentieovereenkomst afgesloten met een projectontwikkelaar uit Axel. De verkoop van Marina Beach zou de Oostappen Groep 61,28 miljoen euro opbrengen, terwijl Oostappen het park in 2013 zelf voor maar 5,5 miljoen euro had gekocht van de vorige eigenaar. In juli 2023 werd de intentieovereenkomst echter ontbonden waardoor Oostappen dus de eigenaar van het park blijft. 
Elfenmeer in Herkenbosch werd gesloten nadat de gemeente Roerdalen in 2015 het erfpachtcontract met de Oostappen Groep niet verlengde, omdat het vakantiepark in verval was geraakt. De gemeente gaf aan een nieuwe openbare aanbesteding te zullen uitschrijven voor de uitbating van het park. Oostappen bleef wel eigenaar van 9 hectare aanpalende grond waarop vooral bungalows staan.
In het kader van een onderzoek door de Fiscale inlichtingen- en opsporingsdienst (FIOD), werden in 2019 een aantal vakantieparken van de Oostappen groep en het hoofdkantoor in Asten doorgelicht. Er werden verschillende inbreuken vastgesteld, waaronder illegale huisvesting van arbeidsmigranten en wapenbezit. Voor dat laatste feit stelt de rechter begin 2020 vast dat het daarbij om bijzondere omstandigheden ging, waarna slechts een voorwaardelijke boete werd opgelegd.
In 2020 werd Slot Cranendonck in Soerendonk aangekocht. Het is het elfde park van de vakantiegroep.
Vanaf 2020 waren de Oostappen parken te zien in de realityserie Familie Gillis: Massa is Kassa van SBS6.

## Vakantieparken
| Naam                          | Locatie                     |
| ----------------------------- | --------------------------- |
| Vakantiepark Prinsenmeer      | Ommel, Noord-Brabant        |
| Vakantiepark De Berckt        | Baarlo, Limburg             |
| Vakantiepark Arnhem           | Arnhem, Gelderland          |
| Vakantiepark Brugse Heide     | Valkenswaard, Noord-Brabant |
| Vakantiepark Slot Cranendonck | Soerendonk, Noord-Brabant   |
| Vakantiepark Marina Beach     | Hoek, Zeeland               |
| Vakantiepark Heelderpeel      | Heel, Limburg               |
| Vakantiepark Boschbeek        | Herkenbosch, Limburg        |

| Naam             | Locatie                       |
| ---------------- | ----------------------------- |
| Park Hengelhoef  | Houthalen-Helchteren, Limburg |
| Park Blauwe Meer | Lommel, Limburg               |
| Park Parelstrand | Lommel, Limburg               |

## MVO
In het kader van maatschappelijk verantwoord ondernemen heeft de Oostappen Groep een aantal samenwerkingen met stichtingen opgezet. Ze werkt samen met:
- Stichting Verwenevent
- Stichting Kiwanis
- Vakantieparticipatie Vlaanderen
- Stichting Opkikker
- Make-A-Wish Foundation

Sinds 2015 verhuurt de Oostappen Groep ook delen van de parken aan de Centraal Orgaan opvang asielzoekers (COA) in Nederland en Fedasil in België om vluchtelingen op te vangen.